# St. Gertrud (Morsbach)

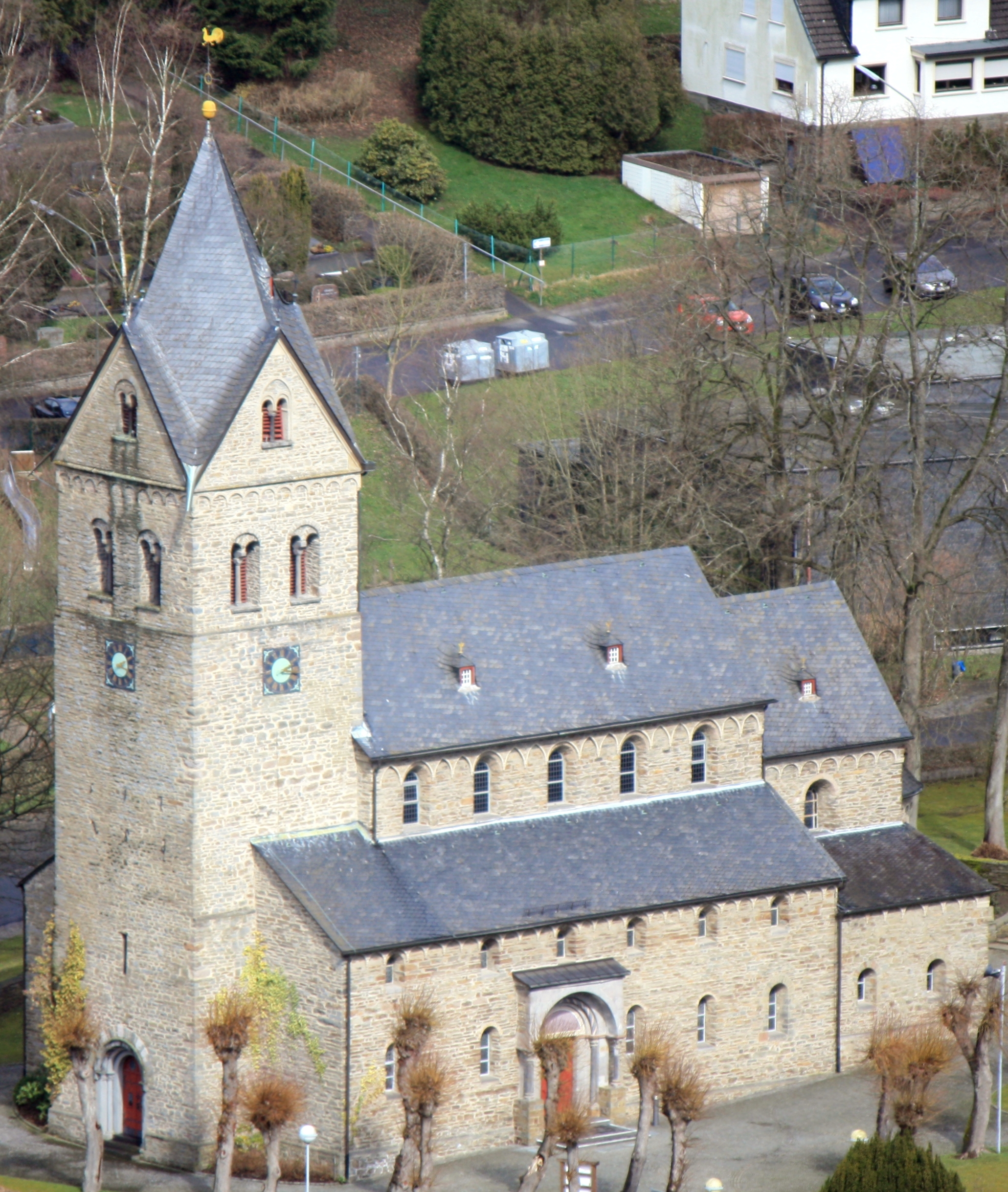
St. Gertrud

Die römisch-katholische Kirche St. Gertrud ist eine romanische Emporenbasilika in der Gemeinde Morsbach im Oberbergischen Kreis in Nordrhein-Westfalen an der Grenze zu Rheinland-Pfalz. Sie gehört zur Pfarreiengemeinschaft Morsbach – Friesenhagen – Wildbergerhütte.

## Baugeschichte
Die Pfarrkirche St. Gertrud ist das älteste Bauwerk der Gemeinde Morsbach. Eine erste Kapelle wurde um 895 vermutlich durch Missionare des Bonner Cassius-Stiftes auf einer Felskuppe gebaut. 1131 bestätigte Papst Innozenz II. dem Bonner Cassius-Stift die Besitzrechte an der Kirche.
Die heutige Basilika St. Gertrud ist dreischiffig ohne Querschiff und gilt als die größte spätromanische Emporenbasilika des Oberbergischen Kreises. Sie wurde in zwei Etappen erbaut. Zwischen 1150 und 1200 entstand der 31 Meter hohe Kirchturm als Wehrturm, und zwischen 1200 und 1250 folgte die Errichtung des Mittelschiffs und des Chors. Im 14. Jahrhundert wurde eine Sakristei angebaut. Trotz mehrerer Restaurierungen blieb der bauliche Charakter des Gotteshauses über die Jahrhunderte hinweg im Wesentlichen unverändert.
In den Jahren 1954 und 1955 entdeckte man im Chorraum Freskomalereien aus der Zeit der Erbauung und legte sie frei.

## Innenausstattung
Zur inneren Ausstattung der Kirche gehören unter anderem:
- eine Anna-Selbdritt-Gruppe aus der Mitte des 15. Jahrhunderts,
- ein hölzernes Kruzifix im Triumphbogen aus dem frühen 16. Jahrhundert,
- eine griechische Ikone Mutter der heiligen Hoffnung aus dem 17. Jahrhundert.
- ein Taufstein aus dem 18. Jahrhundert,
- ein auf 14 Holztafeln gemalter Kreuzweg mit dem Bildnis von Napoleon Bonaparte aus dem frühen 19. Jahrhundert,
- eine St.-Gertrud-Statue aus der Mitte des 19. Jahrhunderts,
- eine bemalte Flachdecke im Mittelschiff von 1877.[1][2]

### Orgeln

#### Ehemalige Seifert-Orgel (1955–2017)

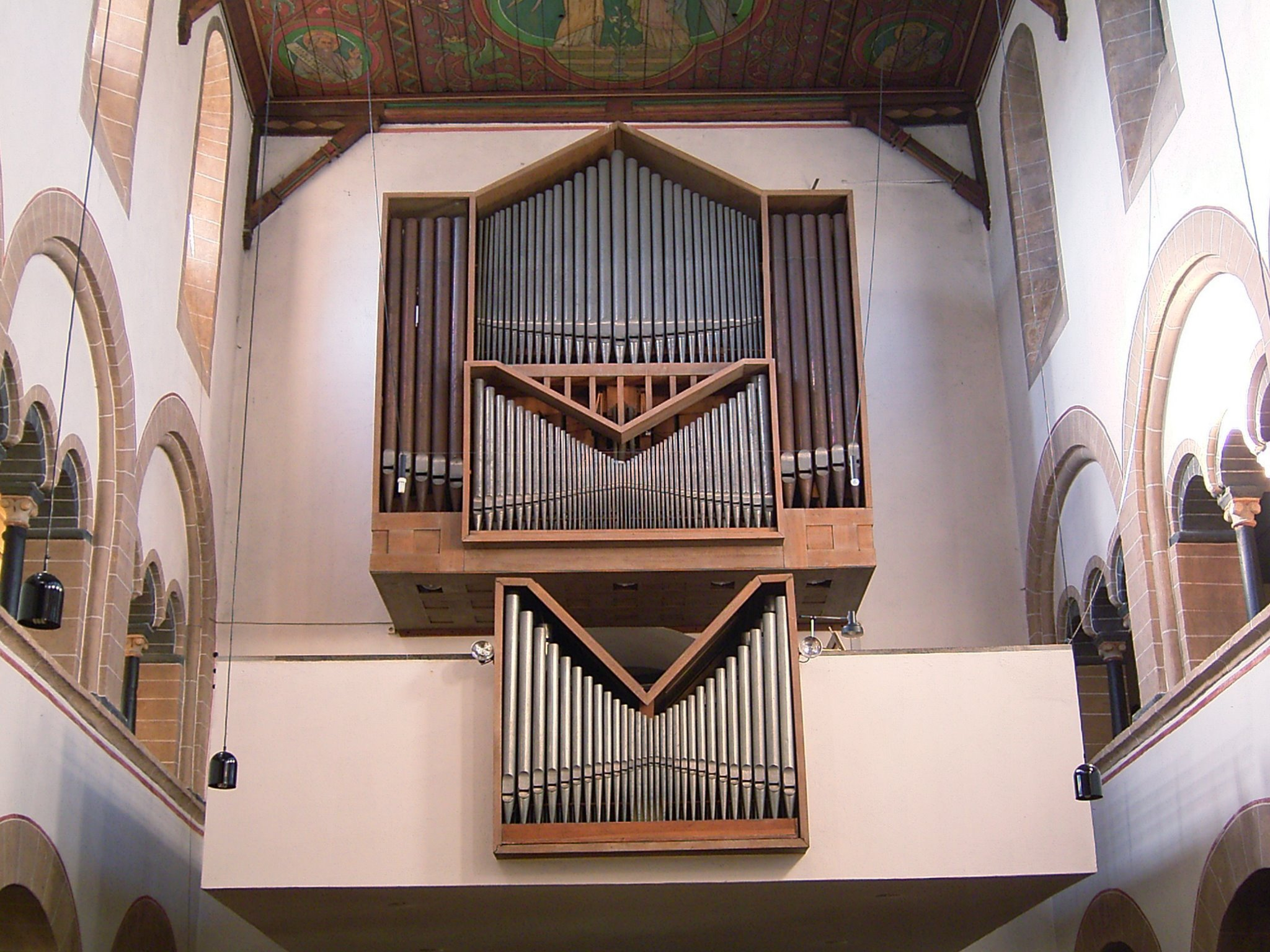
Ehemalige Seifert-Orgel (1955–2017)

Die vorherige Orgel der Gertrudiskirche war 1955 von der Firma Ernst Seifert aus Köln-Mannsfeld erbaut worden. Das Instrument verfügte über 22 Register auf zwei Manualen und Pedal und war an der Rückwand der Kirche aufgehängt. Die Orgel besaß jene für die Firma Seifert aus Köln typischen Membranladen (= Hochstockladen). Die Disposition des 2017 aufgegebenen Instrumentes war wie folgt:
| I Hauptwerk C–g3 |             |       |
| 1.               | Quintade    | 16′   |
| 2.               | Principal   | 8′    |
| 3.               | Holzgedackt | 8′    |
| 4.               | Gemshorn    | 4′    |
| 5.               | Schwiegel   | 2′    |
| 6.               | Mixtur IV   | 1 ⁄3′ |

| II Brüstungspositiv C–g3 |              |      |
| 7.                       | Rohrflöte    | 8′   |
| 8.                       | Principal    | 4′   |
| 9.                       | Nachthorn    | 2′   |
| 10.                      | Cymbel III   | 1⁄4′ |
| 11.                      | Rohrschalmey | 8′   |

| Schwellpositiv C–g3 |              |       |
| 12.                 | Weidenpfeife | 8′    |
| 13.                 | Blockflöte   | 4′    |
| 14.                 | Prinzipal    | 2′    |
| 15.                 | Quinte       | 1 ⁄3′ |
| 16.                 | Kleinflöte   | 1′    |
| 17.                 | Trompete     | 8′    |

| Pedal C–f1 |              |     |
| 18.        | Subbaß       | 16′ |
| 19.        | Principalbaß | 8′  |
| 20.        | Gedacktbaß   | 8′  |
| 21.        | Choralbaß    | 4′  |
| 22.        | Bauernflöte  | 2′  |

- Koppeln: II/I, II/I (Sub), SW/I, SW/II, I/P, II/P, SW/P
- Spielhilfen: 1 freie Kombination, 1 freie Pedalkombination, Tutti, Koppeln Ab, Zungen Ab

Anmerkung:
1. ↑   Keine eigene Klaviatur, an jedes Manual frei ankoppelbar.

#### Seifert-Orgel (seit 2023)

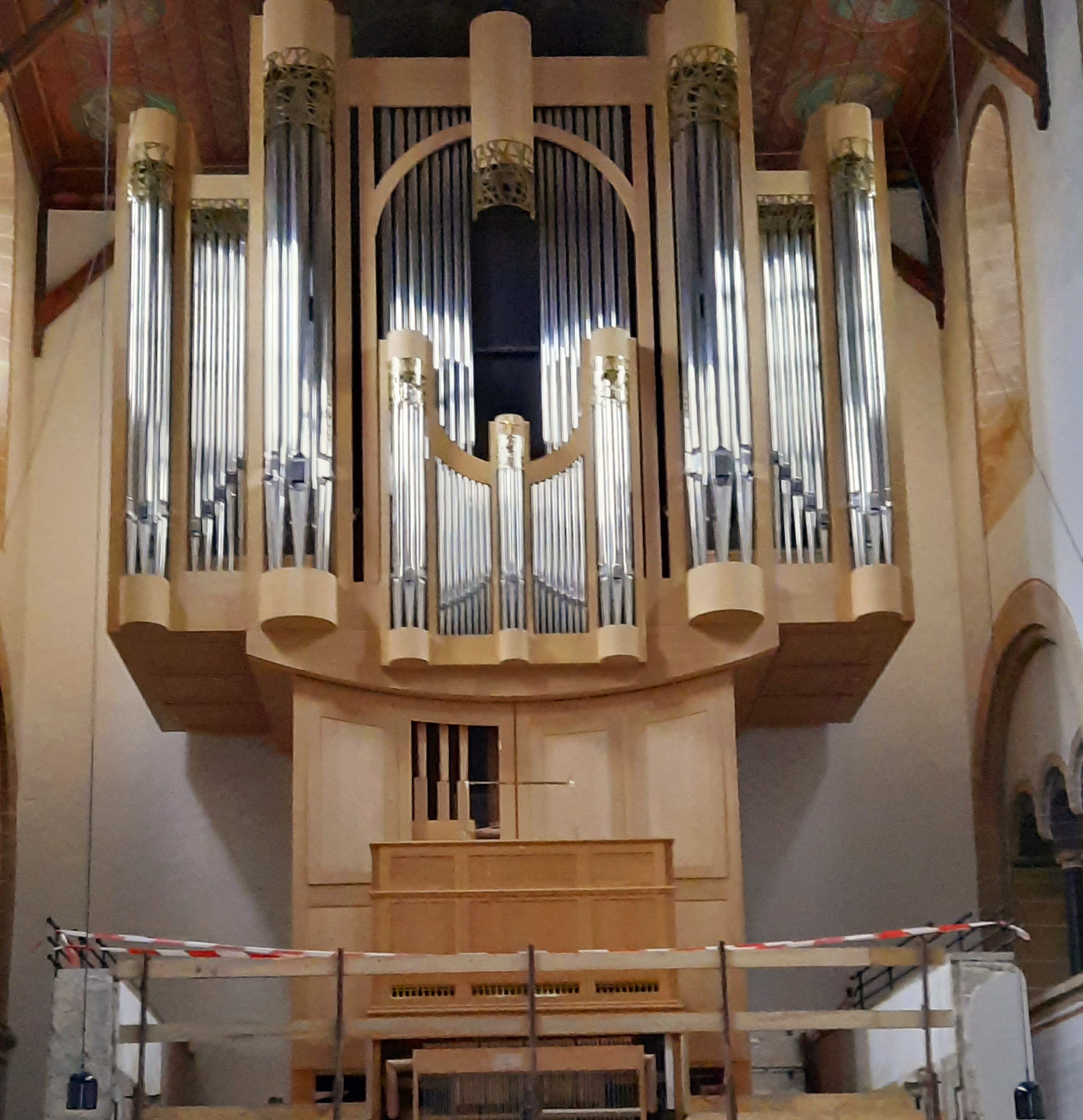
Neue Seifert-Orgel (seit 2023)

Seit 2023 befindet sich eine neue Orgel der Firma Romanus Seifert & Sohn in St. Gertrud. Eine Besonderheit der Orgel ist die am deutsch-romantischen Stil orientierte Disposition – namentlich am Vorbild der 1845 erbauten Walcker-Orgel der Evangelischen Kirche Hoffenheim. So besitzt das Instrument mit Clarinette 8' und Physharmonika 8' zwei verschiedene durchschlagende Zungenregister.
| I Hauptwerk C–a3 |               |    |
| 1.               | Principal     | 8′ |
| 2.               | Concertflöte  | 8′ |
| 3.               | Dolce         | 8′ |
| 4.               | Octave        | 4′ |
| 5.               | Rohrflöte     | 4′ |
| 6.               | Superoctave   | 2′ |
| 7.               | Mixtur III-IV |    |
| 8.               | Waldhorn      | 8′ |

| III Manual C–a1 |               |    |
| 9.              | Physharmonika | 8′ |

| II Schwellwerk C–a3 |                      |       |
| 10.                 | Salicional           | 16′   |
| 11.                 | Bordunalflöte        | 8′    |
| 12.                 | Holzharmonika        | 8′    |
| 13.                 | Viola di Gamba       | 8′    |
| 14.                 | Vox coelestis        | 8′    |
| 15.                 | Fugara               | 4′    |
| 16.                 | Traversflöte         | 4′    |
| 17.                 | Flautino             | 2′    |
| 18.                 | Harmonia aetheria 3f | 2 ⁄3′ |
| 19.                 | Oboe                 | 8′    |
| 20.                 | Clarinette           | 8′    |
|                     | Tremulant            |       |

| Pedal C–g1 |                       |     |
| 21.        | Violonbass            | 16′ |
| 22.        | Subbass               | 16′ |
|            | Violoncello (=Nr. 21) | 8′  |
|            | Gedacktbass (=Nr. 22) | 8′  |
| 23.        | Posaune               | 16′ |

- Koppeln: I/I (Super), II/I, I/P, II/P, II/P (Super)
- Spielhilfen: Setzeranlage, Zimbelstern

Anmerkung:
1. 1 2 3  Aufschlagendes Zungenregister.
2. 1 2  Durchschlagendes Zungenregister.
3. ↑  Mit eigenem Windschweller!

## Ansichten des Kircheninneren

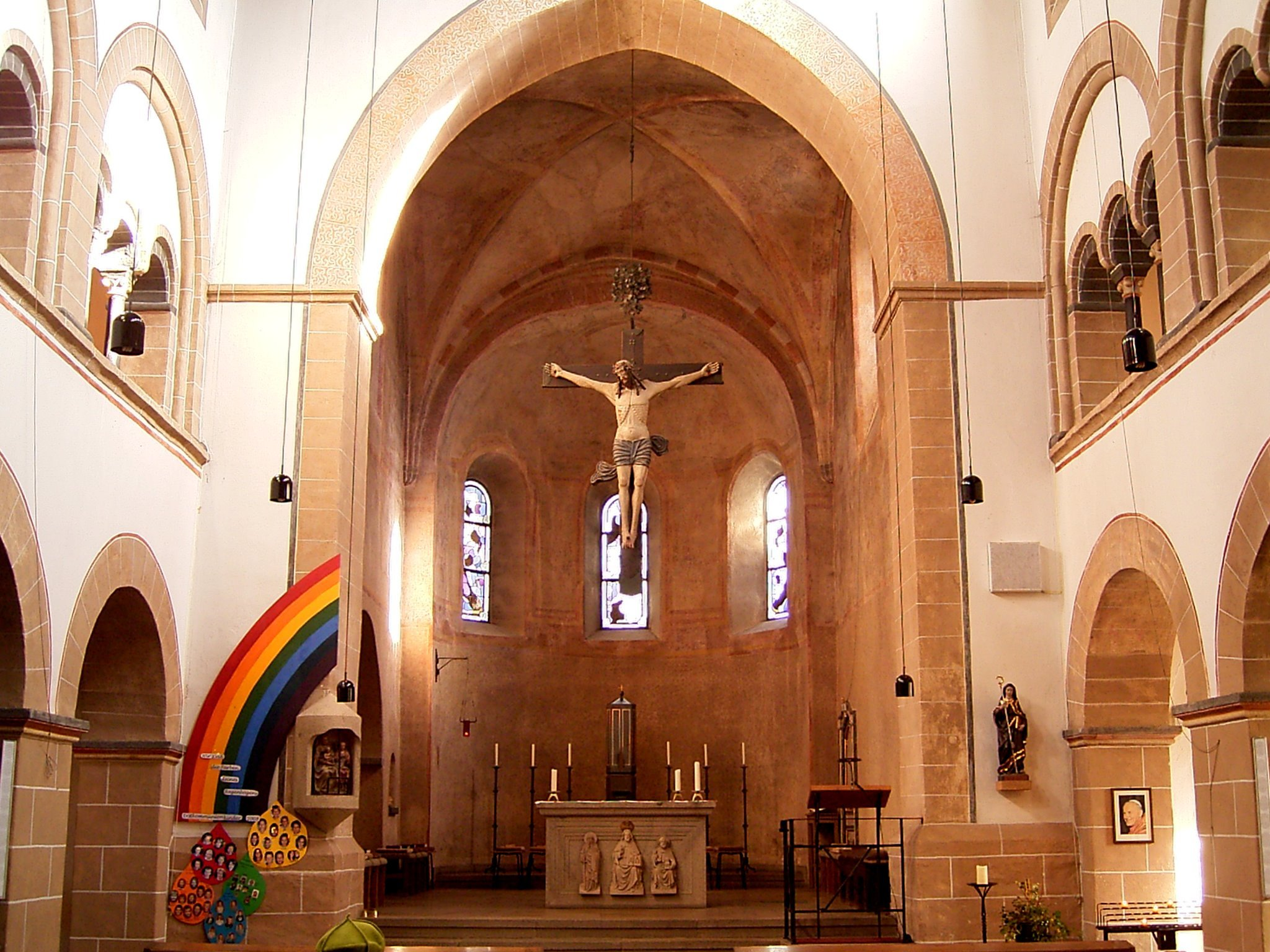
Mittelschiff mit Chor
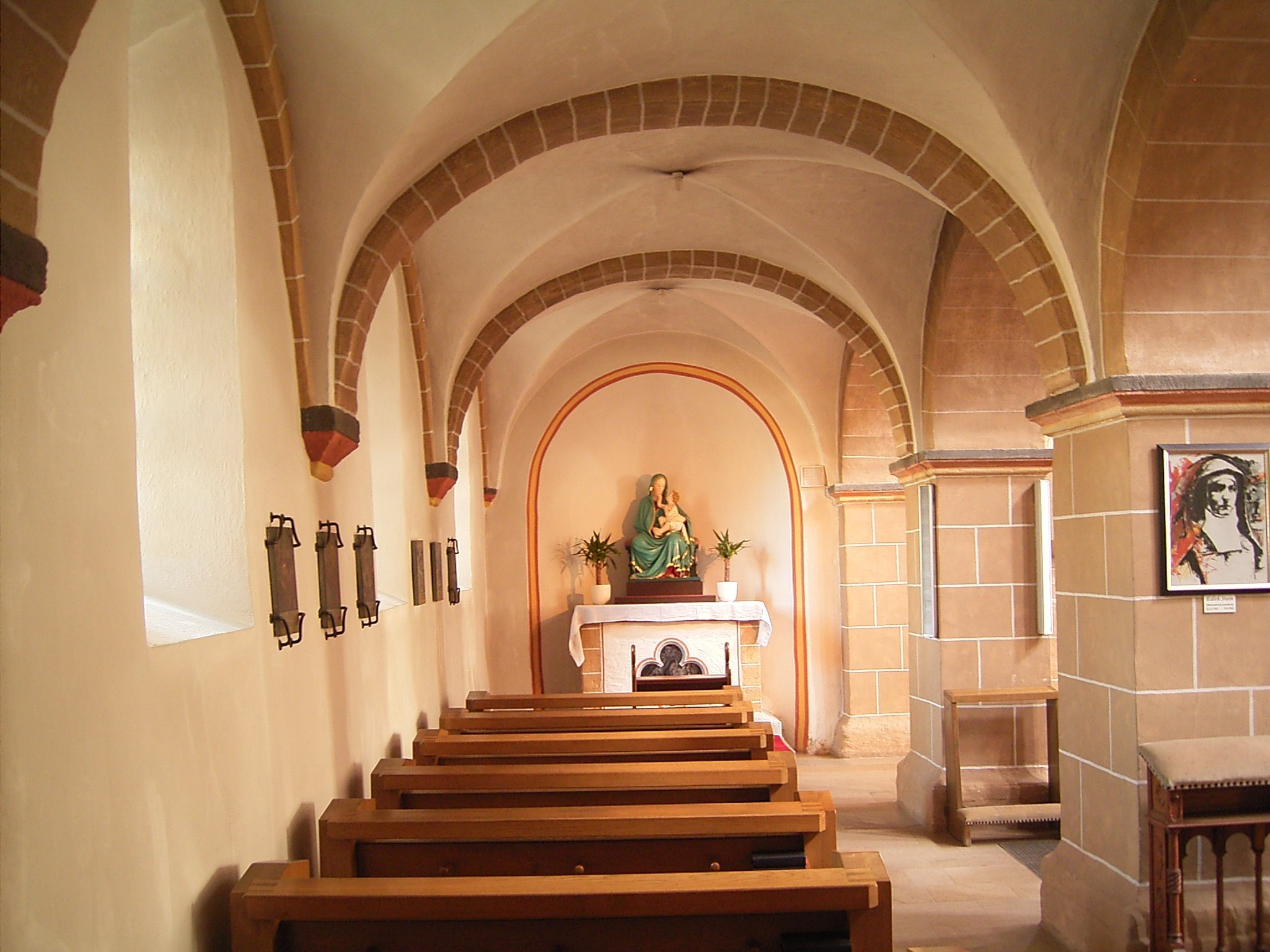
Seitenschiff
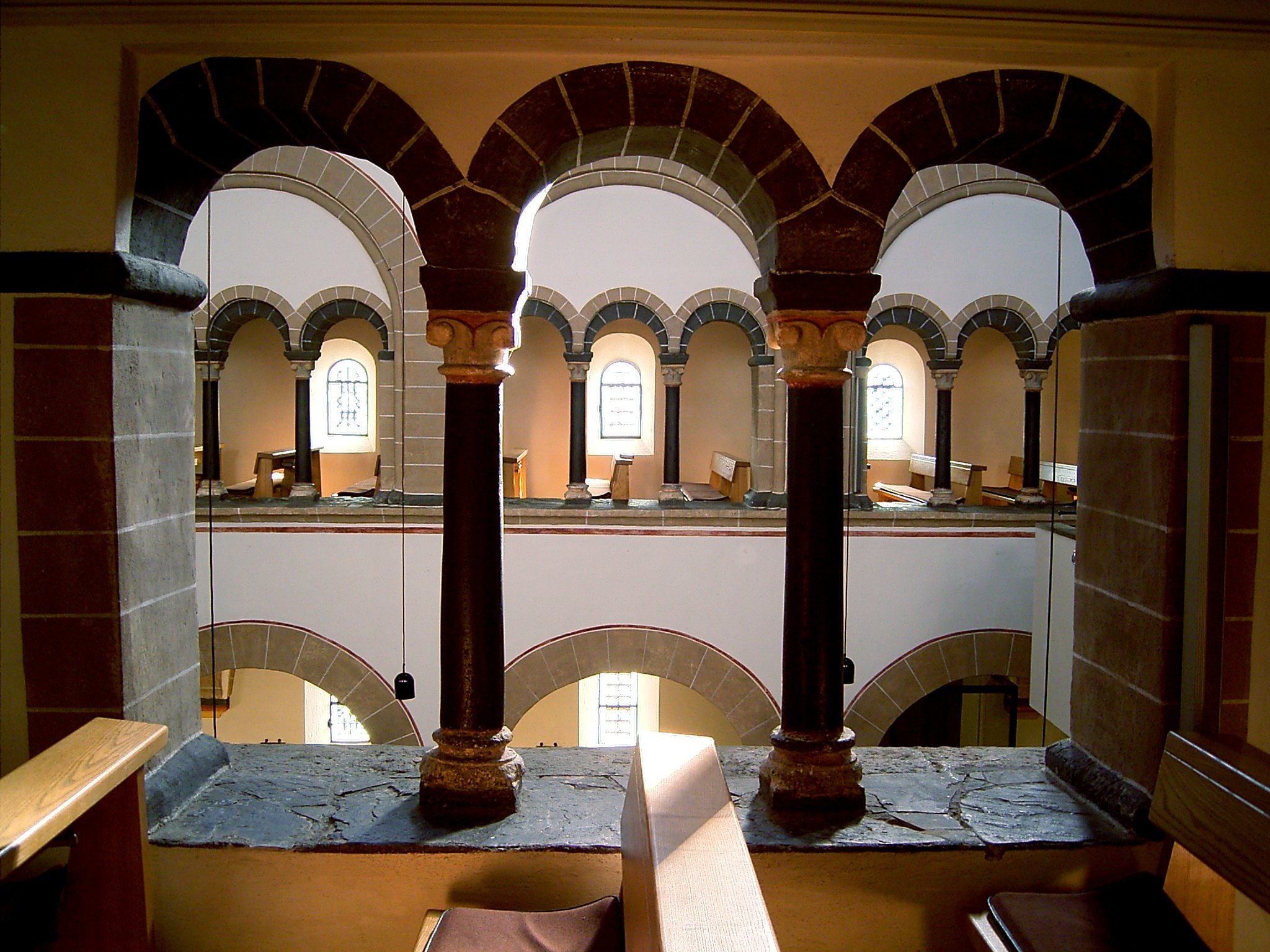
Romanische Rundbögen
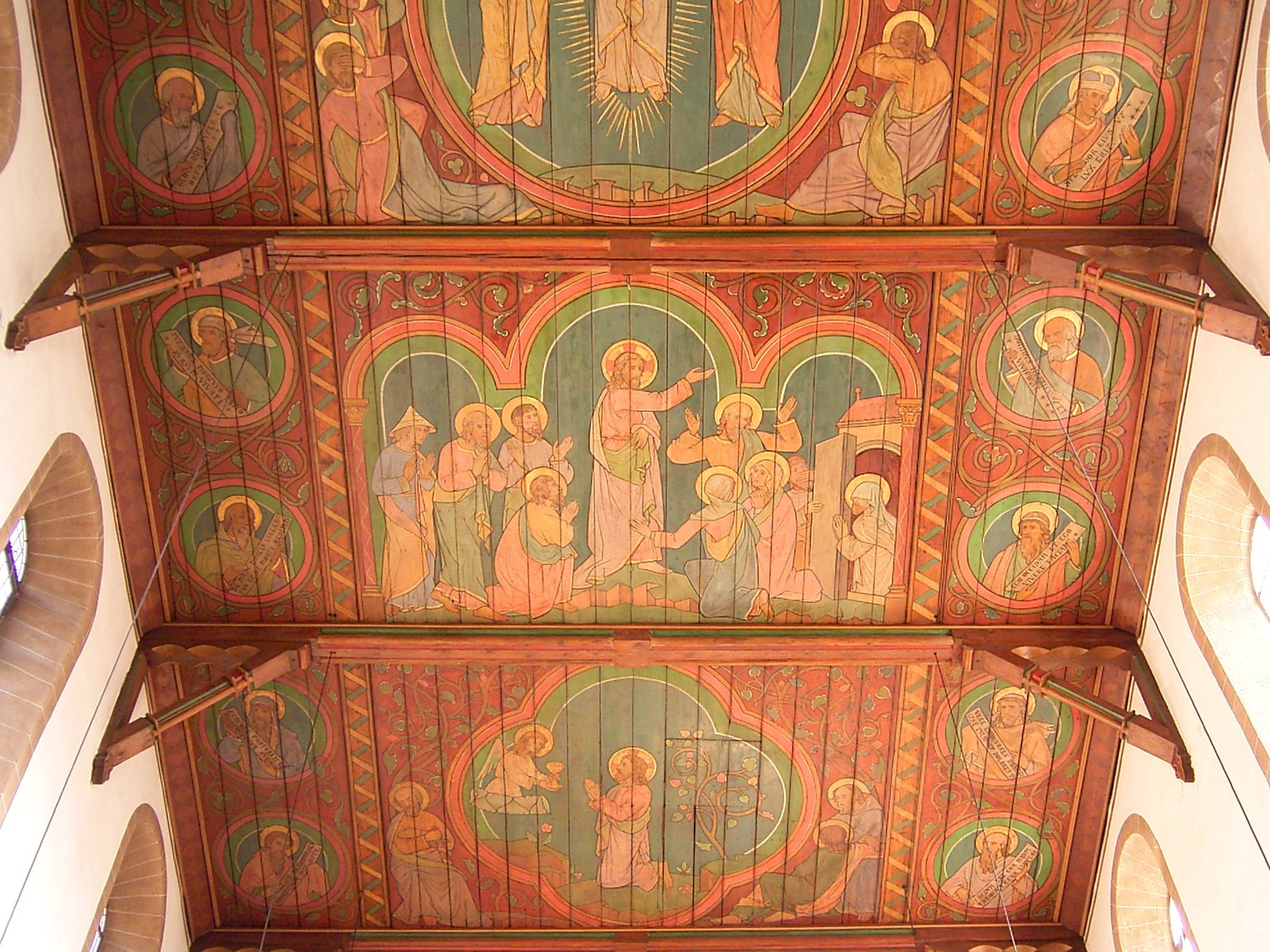
Flachdecke im Mittelschiff
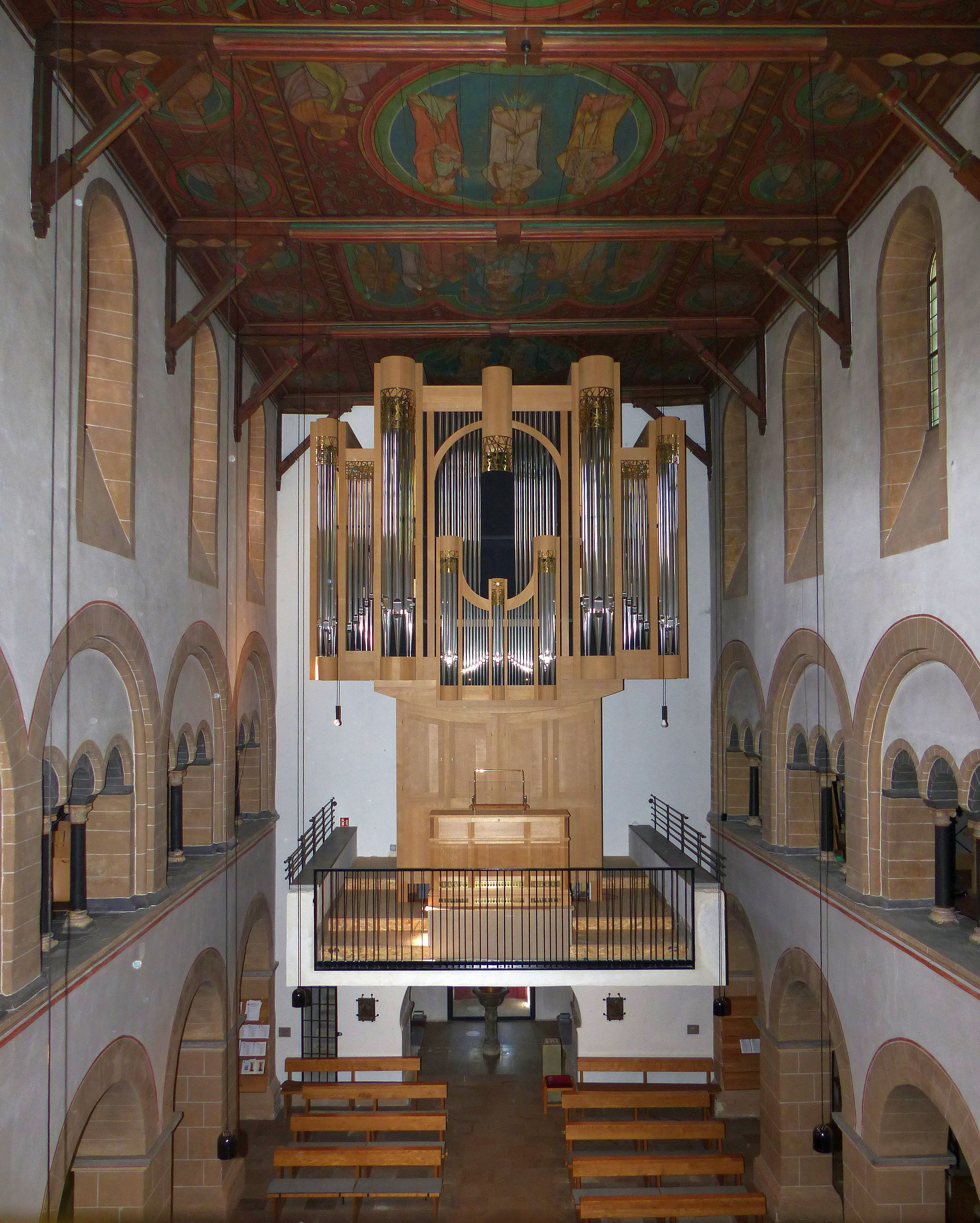
Orgel
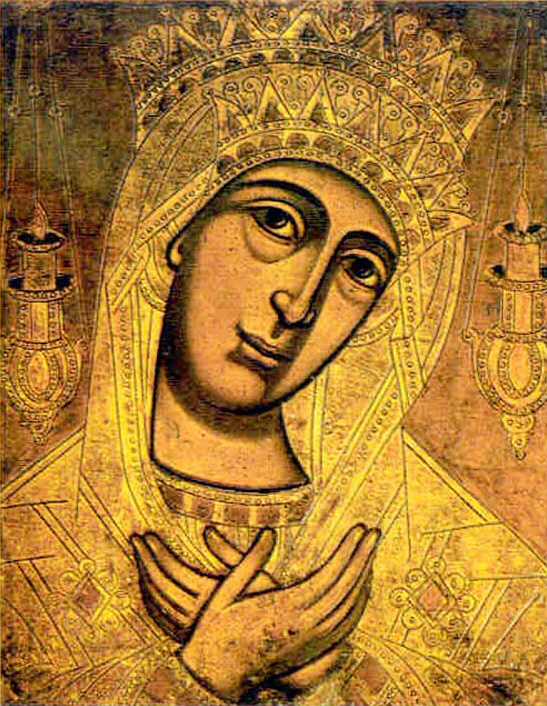
Panagia Skopiotissa byzantinische Marienikone

## Bleiglasfenster
Alle Kirchenfenster stammen aus den 1960er und 1970er Jahren und sind Werke unbekannter Künstler. Die Fenster im Seitenschiff, in der Chorkapelle und auf der Empore entstanden um 1960 und stellen geometrische Ornamente dar. Eines der um 1970 geschaffenen Chorfenster zeigt die Auferstehung Jesu Christi, die beiden anderen sind freie Kompositionen. Im Fenster der Kapelle ist ein Kreuz dargestellt.

## Glocken
Der Kirchturm beherbergt vier Bronzeglocken:
- die Gertrudisglocke von 1521 mit einem Durchmesser von 1,21 Metern und einem Gewicht von 1,040 Tonnen, Ton e,
- die Dreifaltigkeitsglocke von 1778 mit einem Durchmesser von 1,35 Metern und einem Gewicht von 1,480 Tonnen, Ton d,
- die Marienglocke von 1975 mit einem Durchmesser von 1,04 Metern und einem Gewicht von 700 kg, Ton g und
- die Wandlungsglocke (Entstehungsjahr unbekannt) mit einem Durchmesser von 32 cm und einem Gewicht von 25 kg, Ton d.

Eine umfassende Sanierung der Läutemaschinen wurde 2020 abgeschlossen. Die Glocken- und Kunstguss-Manufaktur Petit & Gebr. Edelbrock aus Gescher in Westfalen ersetzte die mechanischen Steuerköpfe durch digitale Steuerungen.

## Denkmalschutz
Die Basilika St. Gertrud ist unter der Nummer 33 in der Liste der Baudenkmäler in Morsbach verzeichnet.